# SpongeBob SquarePants: Il vendicatore in giallo
SpongeBob SquarePants: Il vendicatore in giallo (SpongeBob SquarePants: The Yellow Avenger) è un videogioco sviluppato nel 2005 ispirato dal cartone animato SpongeBob.

## Trama
Il protagonista, SpongeBob, mentre si stava recando come suo solito al lavoro, viene travolto da Bolla Sporca (ossia una bolla malefica di colore marrone scuro in grado di parlare, da lì il nome Bolla Sporca) che ha rapito Supervista (parodia di un super eroe, che si presenta come un uomo anziano con grandi occhiali, guanti di gomma neri, una maglietta rossa, un pannolone e delle pinne), SpongeBob spaventato chiama Waterman (altra parodia di un super eroe, nello specifico il famoso eroe marino della DC Comics Aquaman), usando il 'Conchiglia Allarme', ossia una conchiglia dalla forma di corno vichingo, che SpongeBob trovò in una scatola di cereali (riferimento ad un episodio della prima stagione del cartone da cui prende spunto il gioco).
SpongeBob dopo aver spiegato a Waterman la critica situazione, si reca con il supereroe al 'The WASH' (lavanderia fittizia del mondo di SpongeBob), dove per pura coincidenza trovano la Bolla Sporca e Supervista (legato ed imprigionato in un tubo di vetro). Mentre la situazione impazza Waterman si distrae e permette alla Bolla Sporca di rubargli la cintura. Nel frattempo SpongeBob per caso trova una spilla da balia, la Bolla Sporca si spaventa ed indietreggia fino a rimanere intrappolata in una lavatrice gigante. Tutto parrebbe finito, ma qualcosa va storto e la Bolla Sporca si scompone in migliaia di piccole bolle rosse e, siccome Waterman e Supervista sono troppo anziani per impedire che le 'Piccole Bolle Sporche' causino enormi guai agli abitanti di Bikini Bottom (città fittizia dove si svolge il cartone animato), toccherà a SpongeBob ripulire la città da questo guaio, con l'aiuto della cintura dei super poteri che Waterman donerà alla spugna per aiutarlo nella sua impresa.

## Modalità di gioco
Il videogiocatore dovrà impersonare SpongeBob, che interagendo con tutti i personaggi, scoprirà quali saranno i luoghi di Bikini Bottom che dovrà raggiungere per sventare i piani dei rivali. Per combattere contro di essi dovrà utilizzare la cintura magica degli ormai supereroi in pensione Waterman e Supervista. Il giocatore, per utilizzarla, dovrà interagire con delle piattaforme nelle quali è indicato il superpotere da utilizzare e, risolvendo dei semplici algoritmi con i tasti della PSP, utilizzerà il potere per un tempo massimo di 10 secondi. Spongebob avrà tre vite e dovrà evitare di cadere in burroni, essere punto da serpenti velenosi presenti nelle strade di bikini bottom per evitare di perderle. Una volta finite, il giocatore dovrà tornare indietro fino all'ultimo checkpoint. Queste possono essere ricaricate grazie al succo di medusa, che spongebob raccoglierà e berrà appena vedrà una medusa.

## Personaggi

### Personaggi principali
- Patrick: migliore amico di SpongeBob.
- Squiddi: vicino e compagno di lavoro di SpongeBob
- Gary: lumaca di SpongeBob
- Sandy: maestra del karate di Spongebob
- Mr. Krab: padrone del Krusty Krub.
- Perla Krab: figlia di Mr.Krab.
- Plankton: padrone del Chum Bucket.
- Karen Plankton: Moglie di Plankton
- Squilliam: arcinemico di Squiddi.
- Olandese Volante: fantasma che può essere buono o cattivo.
- Sig.Ra Puff: maestra di guida di SpongeBob

### Rivali
- Man Ray
- Gambero Palestrato
- Sinistro Lumacone
- Birdy Scucher
- Dirty Bubble (alla fine)
- Sogliola Atomica
- Piccole bolle sporche